# Auxais
Auxais település Franciaországban, Manche megyében. Lakosainak száma 173 fő (2022. január 1.). Auxais Marchésieux, Raids, Saint-André-de-Bohon és Terre-et-Marais községekkel határos.

## Népesség
A település népességének változása:
| Lakosok száma | 180  | 135  | 130  | 162  | 171  | 173  | 174  | 170  | 166  | 173  |
|               | 1968 | 1982 | 1990 | 2006 | 2013 | 2015 | 2017 | 2019 | 2020 | 2022 |